# Barnhuskvarnen

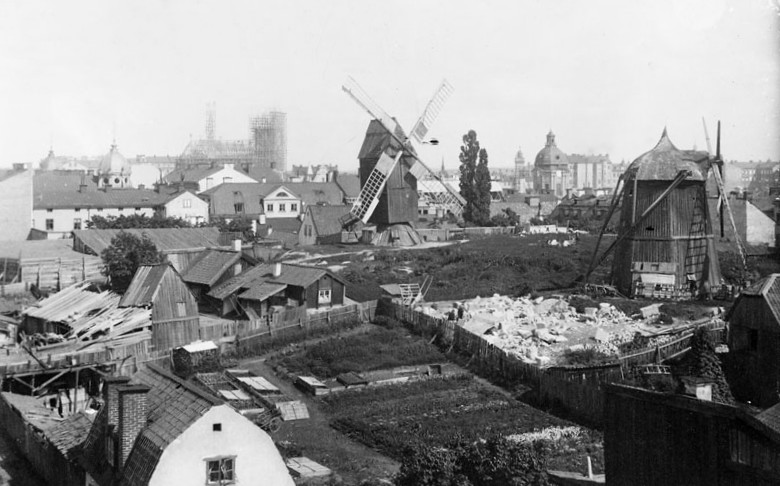
Barnhuskvarnarna i slutet av 1880-talet. I bakgrunden syns bygget av Johannes kyrka.

Barnhuskvarnen, eller Gamla- och Nya Barnhuskvarnen, var namnet på två väderkvarnar vid nuvarande Tegnérlunden på Norrmalm i Stockholms innerstad. Kvarnarna revs 1890 i samband med att parken anlades.

## Historik
Den äldsta kvarnen restes 1639 och var en så kallad stubbkvarn. Den tillhörde Stora Barnhuset som låg söder om höjden och användes för att mala barnhemmets säd. Kvarnen redovisas på Petrus Tillaeus' karta från 1733. Omkring 1740 restes ytterligare en kvarn. Kvarnen, som var en så kallad hampstamp, var av holländsk modell och bearbetade hampan som användes i Barnhusets repslagarbanor och produktion av segelduk för Amiralitetets räkning.
De båda kvarnarna i den så kallade Kvarnbacken revs 1890 då parken Tegnérlunden anlades. I samband med klagomål till Beredningsutskottet 1891 om det stora antalet gator med kvarnnamn i staden bytte Västra Qvarngränden norr om parken namn till Tegnérlunden.
I dag minner kvartersnamnen Mjölnaren och Barnhusväderkvarnen om den tidigare verksamheten på platsen.

## Bildgalleri

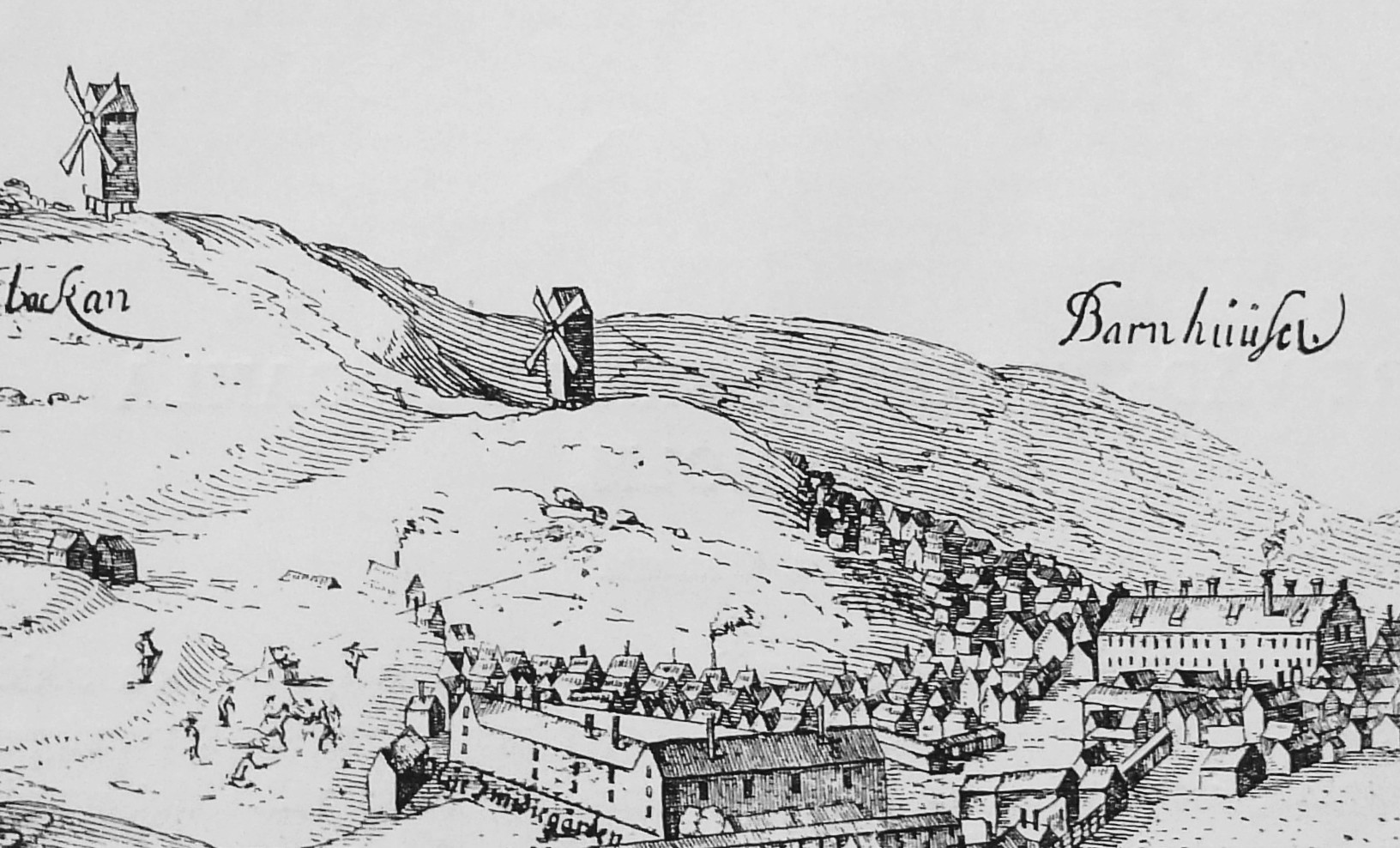
Detalj av Sigismund von Vogels kopparstick över Stockholm från Skinnarviksbergen 1647, t.v. Gamla Rörstrandskvarnen, t.h. den äldre Barnhuskvarnen.
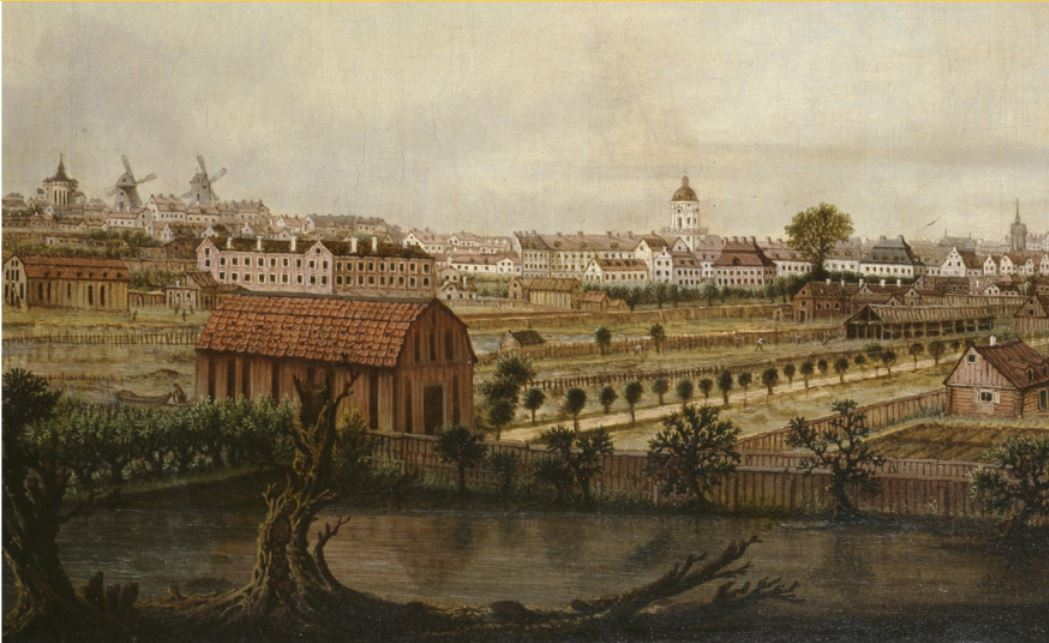
Barnhuskvarnarna på Kvarnbacken på 1780-talet. Nedan syns Stora Barnhuset och repslagarbanorna.
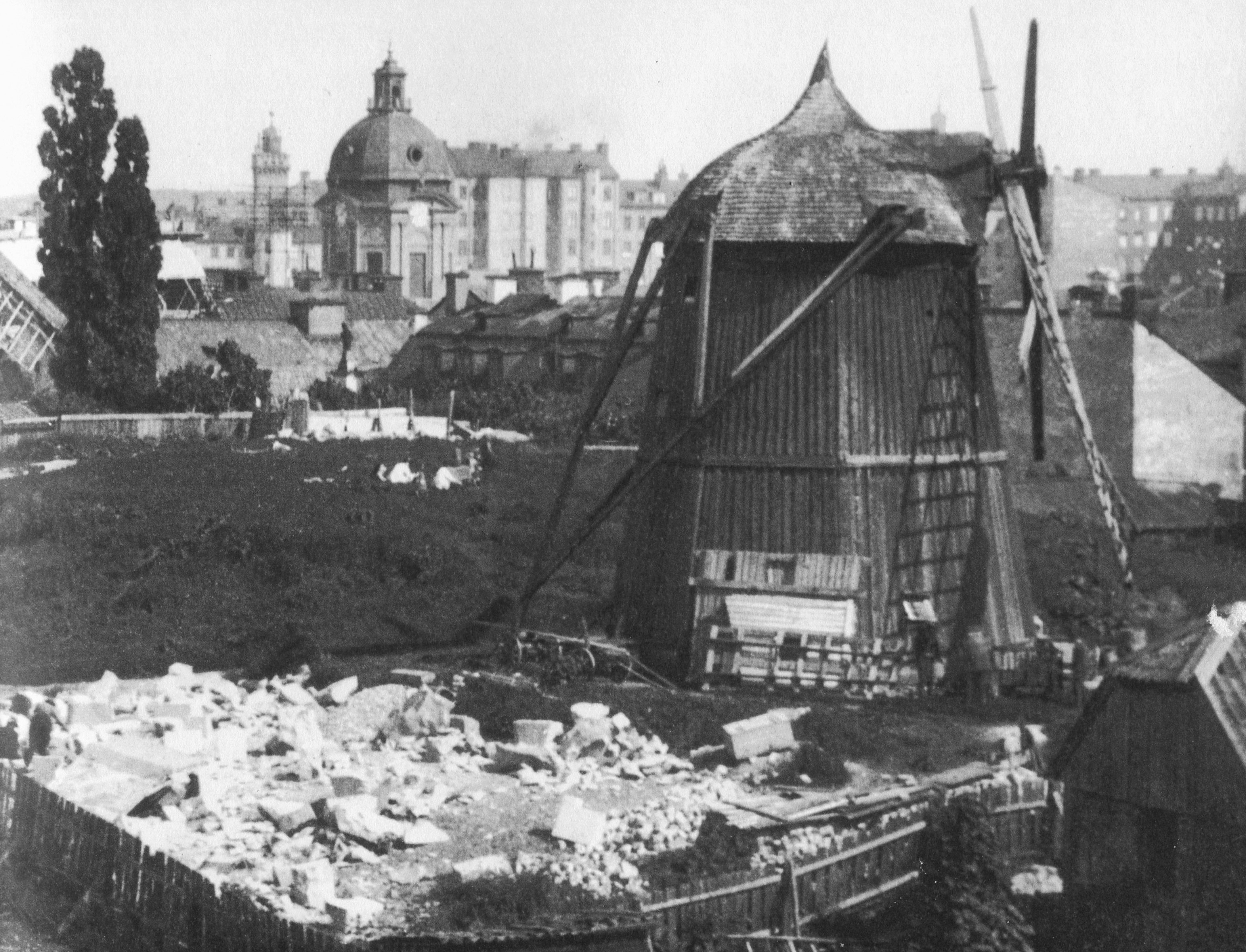
Nya Barnhuskvarnen, delförstorning, 1880-tal.
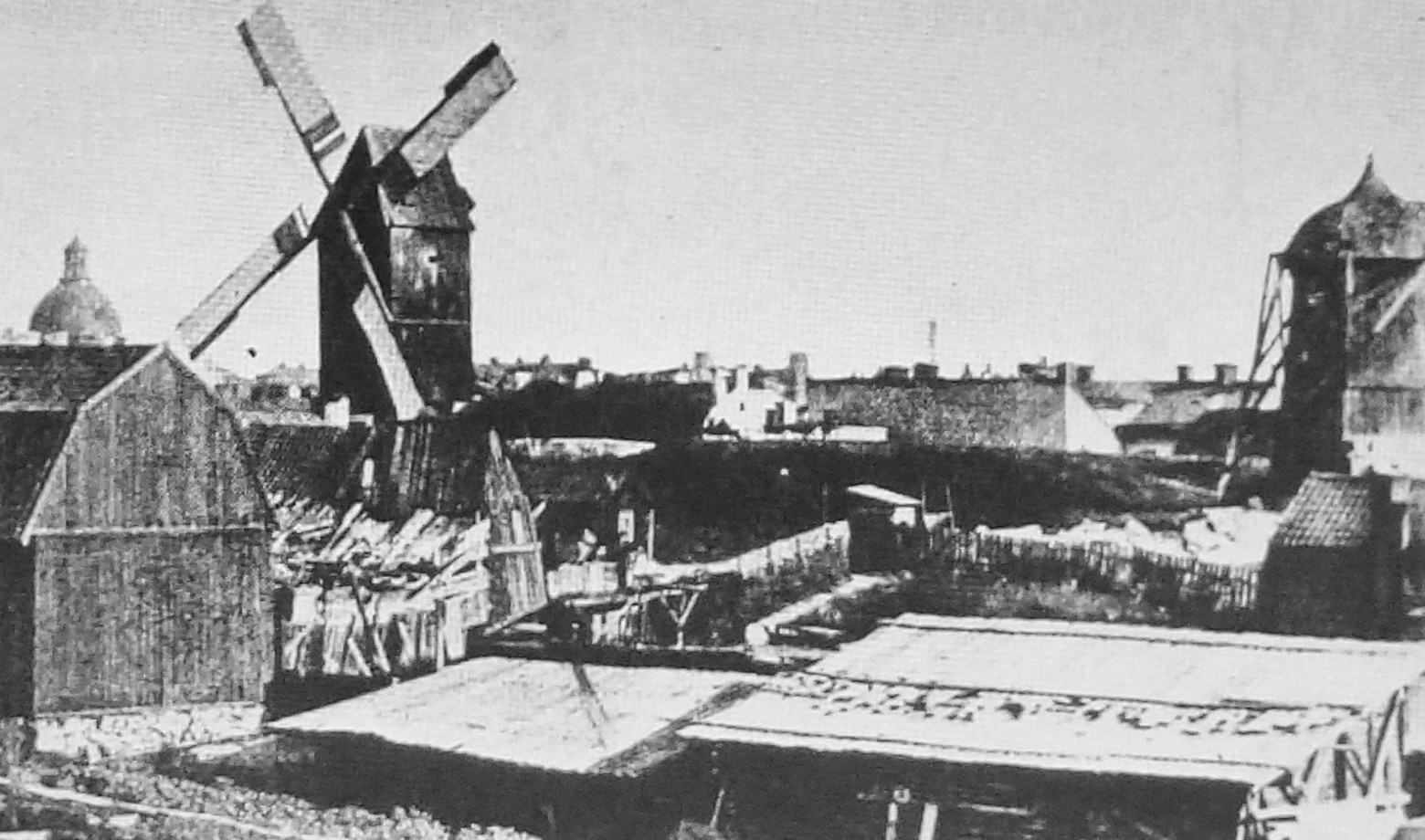
Gamla och nya Barnhuskvarnen på 1890-talet, kort innan rivningen.